# Analisi delle sollecitazioni
Analisi delle sollecitazioni o analisi delle tensioni (in inglese, stress analysis) è una disciplina ingegneristica che valuta lo stato tensionale in materiali e strutture soggetti a forze o carichi applicati in modo statico o dinamico (in sistemi statici lineari, l'analisi può essere equivalentemente mirata alla determinazione delle deformazioni al posto delle tensioni).

## Obiettivi
Lo scopo dell'analisi è in genere di determinare se gli elementi o la collezione di elementi, cui ci si riferisce con il termine "struttura", possono resistere con sicurezza alle forze assegnate. Ciò è conseguito quando le tensioni prodotte dalle forze applicate sono inferiori ai valori limiti di tensione (in trazione e compressione o a fatica) che il materiale è capace di sopportare, tenendo conto ordinariamente nella pratica tecnica di un opportuno coefficiente di sicurezza.
Il termine analisi delle tensioni è anche riferito ai metodi matematici o computazionali atti a prevedere lo stato di sollecitazioni in strutture ancora in fase di progetto.
L'analisi delle sollecitazioni può anche essere eseguita mediante l'applicazione di forze su una struttura esistente e determinando le tensioni/sollecitazioni prodotte facendo uso di sensori, ma in tal caso è più propriamente riferita come test (distruttivo o non distruttivo) della struttura. In tal caso, l'applicazione controllata del carico statico o dinamico necessita l'uso di apparati speciali, come gallerie del vento, meccanismi idraulici, o semplicemente di pesi.
Quando le forze sono applicate, o si prevedono applicate, in modo ripetitivo, allora quasi tutti i materiali conseguiranno lo stato di rottura o collasso a livelli di tensioni inferiori che in altre diverse condizioni. L'analisi delle tensioni sotto tali condizioni di carico ciclico è detta "analisi a fatica". Tale tipo di analisi è molto spesso applicate alle strutture di tipo aeronautico.

## Trasferimento del carico
La valutazione dei carichi e delle sollecitazioni dentro le strutture ha lo scopo di individuare i percorsi di trasferimento del carico. I carichi sono trasferiti attraverso contatto fisico tra le varie parti componenti e dentro la struttura. In strutture semplici, il percorso di trasferimento può essere individuato in modo intuitivo. Per strutture più complesse, tale lavoro richiede l'uso di strumenti più complessi di analisi, sia di tipo  teorico della meccanica dei solidi sia computazionali (metodologie numeriche di analisi). Tra questi ultimi è incluso il metodo agli elementi finiti.
L'oggetto dell'analisi è la determinazione della tensione critica o massima in ogni parte della struttura, e confrontarle con la condizione limite (di snervamento, o rottura, o fatica) del materiale.